# Justin Wilkes
Justin Wilkes é um produtor de televisão e produtor cinematográfico americano. Como reconhecimento, foi nomeado ao Oscar 2016 na categoria de Melhor Documentário em Longa-metragem por What Happened, Miss Simone?.